# Bunaeopsis zaddachi
Bunaeopsis zaddachi (tên tiếng Anh: Zaddachi's Emperor Moth) là một loài bướm đêm thuộc họ Saturniidae. Nó được tìm thấy ở Châu Phi, bao gồm Tanzania.